# Chrześcijaństwo po prostu
Chrześcijaństwo po prostu, O wierze i moralności chrześcijańskiej (tyt. org. Mere Christianity) – książka popularno-teologiczna C.S. Lewisa z 1952 r. będąca adaptacją serii rozmów radiowych BBC przeprowadzonych w latach 1941–1944, kiedy Lewis przebywał w Oksfordzie podczas II wojny światowej. Uznawane za klasykę apologetyki chrześcijańskiej, transkrypcje audycji pierwotnie ukazały się drukiem jako trzy oddzielne broszury: The Case for Christianity (1942), Christian Behavior (1943) i Beyond Personality (1944). Lewis został zaproszony do wygłoszenia przemówień przez Jamesa Welcha, dyrektora telewizji religijnej BBC, który przeczytał jego książkę Problem cierpienia (org. The Problem of Pain) z 1940 roku.
Lewis wyraźnie zaznacza we wstępie do wydania z 1952 roku, że jego celem nie było przekonanie czytelnika, że powinien zostać chrześcijaninem konkretnego wyznania. Autor postawił sobie raczej za cel apologię wierzeń, które były podzielane przez nieomal wszystkich chrześcijan w historii.

## Tło powstania
James Welch, dyrektor audycji religijnych w BBC, przeczytał Problem cierpienia Lewisa, a następnie napisał do Lewisa, co następuje: Piszę, aby zapytać, czy zechciałbyś nam pomóc w naszej działalności nadawców religijnych... Mikrofon jest instrumentem ograniczającym i raczej irytującym, ale jakością myślenia i głębokiego przekonania, które znajduję w pańskiej książce, z pewnością należy podzielić się z wieloma innymi ludźmi. Welch zaproponował dwa potencjalne tematy. Lewis odpowiedział z podziękowaniem i zauważył, że współczesna literatura, pierwszy możliwy temat, nie odpowiada mu, wybrał zamiast tego drugi, wiarę chrześcijańską w jego rozumieniu.
W przedmowie do późniejszych wydań książki Lewis opisał swoje zamiary unikania kwestionowanej doktryny teologicznej, skupiając się zamiast tego na fundamentalnych zasadach. Udane użycie prostego i zwięzłego języka do wyjaśnienia złożonych pojęć umożliwiło Lewisowi lepsze przedstawienie tematu dla wykształconych odbiorców, którzy stanowili zdecydowaną większość słuchaczy. Niemniej jednak Lewis zachował erudycyjną treść dla intelektualistów swojego pokolenia, dla których żargon formalnej teologii chrześcijańskiej nie zachował pierwotnego znaczenia.
W każdą środę od godziny 19:45 do 20:00 w sierpniu 1941 roku Lewis wygłosił wykłady na żywo zatytułowane Dobrze czy źle: wskazówka co do znaczenia wszechświata, które stały się pierwszą częścią w Chrześcijaństwo po prostu. Pierwsza seria rozmów stała się bardzo popularna i spowodowała zalew pytań zarówno od uwielbiającej, jak i od zirytowanej publiczności. Reakcja ta sprawiła, że Lewis wrócił na antenę, aby odpowiedzieć na pytania słuchaczy.
W styczniu i lutym Lewis wygłosił kolejną serię rozmów, co przełożyło się na utwór W co wierzą chrześcijanie. Źródłem popularności tych rozmów był sukces uprzednio wydanej książki Listy starego diabła do młodego (org „The Screwtape Letters”). Wydawca Lewisa był usatysfakcjonowany, mogąc w tym samym roku opublikować przemówienia w formie książki.
Jesienią 1942 roku trzecia seria rozmów została, jak na ironię, skrócona z 15 do 10 minut. Z powodu nieporozumień Lewis przygotowywał się na 15 minutowe audycje. Wycięty z nagrania materiał Lewis dodał z powrotem do następnej książki, którą uzupełnił kilkoma dodatkowymi rozdziałami.
Czwarty zestaw rozmów odbył się dopiero w 1944 roku. Szkice scenariusza miały pierwotnie znacznie szerszy zakres, a Lewis przygotowywał się do 10-minutowych rozmów, gdy tymczasem BBC udostępniło mu 15 minut. Czas tych rozmów był ważny i ściśle przestrzegany, ponieważ ze względu na stan technologii i trwającą II wojnę światową Niemcy podczas każdej przerwy w transmisji transmitowały propagandę za pośrednictwem anglojęzycznego „Lorda Hawhawa”. Ze względu na czas antenowy czwartej serii rozmów (22:20), Lewis stwierdził, że nie może ich wszystkich przeprowadzić na żywo i musiał niektóre nagrać z wyprzedzeniem.

## Treść

### Prawo ludzkiej natury
Sedno pierwszej części o tytule Słuszność i niesłuszność, czyli wskazówka do pojęcia sensu wszechświata koncentruje się na argumencie moralnym, którego podstawą jest „prawo ludzkiej natury”, zasada dotycząca "dobra i zła”, która, jak twierdził Lewis, jest powszechnie dostępna i znana wszystkim ludziom. Jako przykład przytacza przypadek nazistowskich Niemiec, pisząc:
„Prawo to nazwano prawem natury, bo sądzono, że jest znane każdemu z natury i nie trzeba go nauczać. Nie chodziło oczywiście o to, że nie znalazłby się gdzieś jeden czy drugi człowiek, który by go nie znał, tak samo jak spotyka się czasem daltonistów albo osoby niemuzykalne. Jednak patrząc na ludzkość w ogólności, uważano, że ludzka idea przyzwoitego postępowania jest oczywista dla każdego. Moim zdaniem trafnie. W przeciwnym razie wszystko to, co mówiliśmy o wojnie, nie miałoby sensu. Jaki był sens w twierdzeniu, że wróg postępuje niesłusznie, jeśli słuszność nie istnieje naprawdę, a naziści nie wyczuwali jej w głębi serca i nie powinni się do niej stosować? Gdyby nie mieli pojęcia, o co nam chodzi ze słusznością, być może tak samo musielibyśmy z nimi walczyć, ale równie dobrze moglibyśmy ich winić za wojnę, jak za kolor włosów”.
Zdaniem autora, na bardzo elementarnym poziomie powszechnie przyjmuje się, że kradzież jest pogwałceniem tego prawa moralnego. Lewis argumentuje, że prawo moralne jest podobne do praw naukowych (np. grawitacji) lub matematyki w tym sensie, że nie zostało wymyślone przez ludzi. Jednak różni się od praw naukowych, ponieważ można je złamać lub zignorować i jest znane raczej intuicyjnie niż poprzez eksperymenty. Po wprowadzeniu prawa moralnego Lewis argumentuje, że pragnienie odzwierciedla fakt, iż ludzie z natury potrzebują wody i nie ma innej substancji, która tę potrzebę zaspokaja. Lewis wskazuje, że ziemskie doświadczenie nie zaspokaja ludzkiego pragnienia „radości” i że tylko Bóg może sprostać temu zadaniu; ludzie nie mogą wiedzieć, jak tęsknić za czymś, co nie istnieje.

### W co wierzą chrześcijanie
Po przedstawieniu przyczyn swojego nawrócenia na teizm, Lewis przechodzi przez rywalizujące koncepcje Boga do chrześcijaństwa. Twierdzi, że panteizm jest niespójny, a ateizm zbyt prosty. W końcu dociera do Jezusa Chrystusa i przywołuje dobrze znany argument, obecnie znany jako trylemat Lewisa. Lewis, argumentując, że Jezus twierdził, iż jest Bogiem, posługuje się logiką, aby rozwinąć trzy możliwości: albo naprawdę był Bogiem, celowo kłamał, albo nie był Bogiem, ale myślał, że nim jest (co sprawiłoby, że miałby urojenia i prawdopodobnie był szaleńcem). Książka mówi dalej, że dwie ostatnie możliwości nie są zgodne z charakterem Jezusa i najprawdopodobniej był on prawdomówny.

### Zachowanie chrześcijańskie
Kolejna trzecia część książki bada etykę wynikającą z wiary chrześcijańskiej. Przytacza cztery cnoty kardynalne: roztropność, sprawiedliwość, wstrzemięźliwość i męstwo. Po ich dotknięciu przechodzi do trzech cnót teologicznych: nadziei, wiary i miłości. Lewis wyjaśnia również, że moralność składa się z trzech „warstw": relacji między człowiekiem a człowiekiem, motywacji i postaw samego człowieka oraz przeciwstawnych światopoglądów.
Lewis porusza także takie tematy, jak stosunki społeczne i przebaczenie, etykę seksualną i dogmaty chrześcijańskiego małżeństwa oraz związek między moralnością a psychoanalizą. Pisze także o „wielkim grzechu": pysze, która, jak twierdzi, jest przyczyną wszelkiego zła i buntu.
Najważniejszą kwestią jego zdaniem jest to, że chrześcijaństwo nakazuje, aby „kochać bliźniego swego jak siebie samego”. Wykazuje, że wszyscy bezwarunkowo kochają siebie. Nawet gdyby ktoś „siebie nie lubił", nadal kochałby siebie. Chrześcijanie, Lewis pisze, muszą również odnosić się do innych, nawet jeśli ich nie lubią. Lewis nazywa to jedną z wielkich tajemnic: kiedy ktoś zachowuje się tak, jakby kochał innych, wkrótce ich pokocha.

## Wpływ
Głos Lewisa stał się prawie tak rozpoznawalny jak głos Winstona Churchilla podczas II wojny światowej, gdy ich przemówienia zostały wyemitowane. Od tego czasu książka stała się jednym z najpopularniejszych istniejących dzieł ewangelizacyjnych. W 2006 roku książka Chrześcijaństwo po prostu została umieszczona na trzeciej pozycji na liście najbardziej wpływowych książek wśród ewangelików od 1945 r. w piśmie Christianity Today. Tytuł dzieła miał wpływ na magazyn Touchstone: A Journal of Mere Christianity oraz książkę Williama Dembskiego Mere Creation. Nawrócenie Charlesa Colsona na chrześcijaństwo było wynikiem jego przeczytania tej książki, podobnie jak nawrócenia Francisa Collinsa, Jonathana Aitkena, Josha Caterera i filozofa C.E.M. Joada.
Fragment książki wpłynął również na nazwę współczesnej chrześcijańskiej grupy pop/rock z teksasu Sixpence None the Richer, nominowanej do nagrody Grammy. Określenie „The Hammering Process” zostało użyte przez chrześcijański zespół metalowy Living Sacrifice w nazwie ich albumu The Hammering Process. Metalcore'owy zespół Norma Jean zaczerpnął tytuł swojej piosenki „No Passenger: No Parasite” z części książki, w której Lewis opisuje w pełni chrześcijańskie społeczeństwo jako bez „pasażerów na gapę ani pasożytów”.

## Krytyka
Wprowadzone pojęcie trylematu Lewisa zostało skrytykowane przez Barta D. Ehrmana. Według Ehrmana, „może istnieć czwarta opcja – legenda”. Twierdzenie że Jezus nazwał siebie Bogiem jest historycznie nieprecyzyjne, więc założenie Lewisa o akceptacji tego właśnie twierdzenia jest problematyczne. Podobnie, w Honest to God, John A.T. Robinson, ówczesny biskup Woolwich, krytykuje podejście Lewisa, kwestionując ideę, że Jezus zamierzał rościć sobie prawo do boskości: „Jest to, w rzeczy samej, otwarta kwestia, czy Jezus twierdził, że jest Synem Bożym, nie mówiąc już o Bogu”.

## W Polsce
Książka po raz pierwszy wydana w języku polskim w tłumaczeniu Marii Ponińskiej pod tytułem O wierze i moralności chrześcijańskiej w roku 1959 przez Instytut Wydawniczy PAX. Ponownie wydana w tłumaczeniu Piotra Szymczaka w 2002 i 2020 roku przez wydawnictwo Media Rodzina. W roku 2008 nakładem tego samego wydawnictwa dzieło ukazało się w formie książki mówionej (audiobooka) w interpretacji Zbigniewa Zapasiewicza.